# Filipinas en los Juegos Olímpicos de Helsinki 1952
Filipinas estuvo representada en los Juegos Olímpicos de Helsinki 1952 por un total de 25 deportistas masculinos que compitieron en 7 deportes.
El equipo olímpico filipino no obtuvo ninguna medalla en estos Juegos.